# Образцовые бунтарки
«Образцо́вые бунта́рки» (англ. Good Girls Revolt) — американский историко-драматический телесериал, основанный на одноимённой книге Линн Пович. Сериал был выпущен онлайн 28 октября 2016 года на сайте Amazon Video.
2 декабря 2016 года Amazon закрыл телесериал после одного сезона.

## Сюжет
Сериал рассказывает о трёх молодых девушках, сотрудницах журнала «Новости недели», в разгар борьбы за права женщин в 1969 году.

## В ролях
- Женевьев Энджелсон — Патрисия «Пэтти» Робинсон
- Анна Кэмп — Джейн Холландер
- Эрин Дарк — Синди Рестон
- Крис Диамантопулос — Эван Финес «Финн» Вудхаус
- Хантер Пэрриш — Дуглас «Даг» Роудс
- Джим Белуши — Уильям «Уик» Макфедден
- Джой Брайант — Элинор Холмс Нортон[англ.]
- Грейс Гаммер — Нора Эфрон
- Леа Мишель Коэн — Вивиан
- Дэниел Эрик Голд — Сэм Розенберг
- Тедди Бергман — Гэбриел «Гейб» Гринстоун

## Отзывы критиков
«Образцовые бунтарки» получили в общем положительные отзывы критиков, большинство которых сравнивали сериал с «Безумцами», называя шоу его женской версией. На Rotten Tomatoes сериал держит 71% «свежести». Критический консенсус сайта гласит: «Сериал „Образцовые бунтарки“» содержит убедительную историю, рассказанную талантливым актёрским составом, хотя шоу пока не достигло уровня „Безумцев“ по качеству». На Metacritic сериал получил 64 балла из ста, что основано на „в общем положительных“ рецензиях.